# Кімната (роман)
«Кімната» (англ. Room) — роман ірландсько-канадської письменниці Емми Доног'ю 2010 року. Історія ведеться від лиця п'ятирічного хлопчика Джека, якого разом із матір'ю тримають у полоні в маленькій кімнаті. Доног'ю замислила написати цю історію, почувши про п'ятирічного Фелікса у справі Фріцля.
Роман увійшов до лонг-листа Помаранчевої премії і отримав регіональну Премію письменників Співдружності [Архівовано 8 листопада 2021 у Wayback Machine.] 2011 (Карибського басейну і Канади); у 2010 році увійшов у шорт-лист Букерівської премії, а також у шорт-лист Премії письменника Роджерса за довіру художньої літератури та премії Нагорода генерал-губернатора 2010 року.
У жовтні 2015 року вийшла екранізація під назвою «Кімната» з Брі Ларсон та Джейкобом Трембле в головних ролях. Фільм мав комерційний успіх та мав прихильні відгуки критиків і отримав чотири номінації на 88-й церемонії вручення премії Оскар, в тому числі за найкращий фільм і найкращу жіночу роль зіграну Ларсон.

## Короткий зміст сюжету
Джек живе зі своєю мамою в Кімнаті, захищеній однокімнатному флігелі, що містить невелику кухню, звичайну ванну кімнату, шафу для одягу, ліжко та телевізор. Оскільки це все, що він коли-небудь знав, Джек вважає, що тільки Кімната та речі, які в ній містяться (включаючи його й Ма), є «справжніми». Ма, не бажаючи розчаровувати Джека життям, яке вона не може йому дати, дозволяє Джеку повірити, що решта світу існує лише на телебаченні. Мама намагається зберегти Джека здоровим і щасливим за допомогою фізичних і розумових вправ, дотримання здорової дієти, обмеження часу на перегляд телевізора та суворої гігієни тіла та ротової порожнини. Єдина людина, яку коли-небудь бачив Джек, — це «Старий Нік», який відвідує кімнату вночі, доки Джек спить, прихований у шафі. Старий Нік приносить їм їжу та необхідні речі. Джек не знає, що Старий Нік викрав Ма, коли їй було 19 років, і тримав її у цій в'язниці протягом останніх семи років.
Через тиждень після п'ятого дня народження Джека Ма дізнається, що Старий Нік останні шість місяців був безробітним і йому загрожує втрата будинку через
викуп. Відчуваючи, що Старий Нік скоріше вб'є їх обох, ніж відпустить на волю, Ма придумала план, як витягти Джека з кімнати, переконавши Старого Ніка, що Джек смертельно хворий. Джек не може уявити собі перебування поза кімнатою або взаємодію з іншими людьми, але Ма врешті переконує його допомогти їй. Коли Старий Нік відмовляється відвезти Джека до лікарні, Ма вдає, що Джек помер. Старий Нік виносить Джека, загорнутого в килим, з кімнати. Джек втікає від Старого Ніка і йому вдається достукатися до доброзичливого незнайомця, який звертається до поліції. Попри свою нездатність ефективно спілкуватися, Джек описує шлях до кімнати офіцерові, щоб звільнити Ма.
Обох, Ма і Джека, доставляють до психіатричної лікарні, де вони отримують медичне обстеження та тимчасовий притулок. Старого Ніка знаходять, йому пред'являють численні звинувачення у викраденні, згвалтуванні та загрозі дітям, що, ймовірно, призведе до 25 років ув'язнення. Перебуваючи в лікарні, Ма возз'єднується зі своєю сім'єю і починає заново вчитися взаємодіяти з великим світом, а Джек, приголомшений новими враженнями та людьми, хоче лише повернутися до безпечної кімнати. Тим часом ця справа привернула велику увагу громадськості та ЗМІ, що ще більше ускладнило Джеку і Ма їхні спроби повернутися до нормального життя. Після того, як телеінтерв'ю закінчується погано, Ма переживає психічний розлад і намагається покінчити життя самогубством. Поки мама перебуває в лікарні, Джек живе зі своєю бабусею та її новим чоловіком. Без захисту своєї матері, Джек стає ще більше збентеженим і розчарованим своїм оточенням, включно зі своєю новою великою родиною, яка, попри те, що вона добра і любляча, часто не розуміє, як обмежений досвід Джека, зокрема його концепція особистих кордонів, впливає на його поведінку.
Після того, як Ма одужає, вони з Джеком переїжджають у приватну резиденцію, де починають будувати плани на майбутнє. Дедалі більше незалежність Ма суперечить бажанням Джека залишити її для себе, як і раніше. Водночас сам Джек росте і змінюється, оскільки його світ розширюється. Нарешті Джек просить відвідати кімнату. Він і Ма повертаються на місце свого полону, але Джек більше не відчуває ніякої емоційної прихильності до цього місця і може попрощатися, перш ніж він і Ма покинуть кімнату востаннє.

## Нагороди та відзнаки
- New York Times бестселер (Художня література, 2010)
- Букерівська премія шортлист (2010)
- Помаранчева премія, шортлист (2011)
- Нагорода генерал-губернатора 2010 року
- Міжнародна Дублінська літературна премія (2012)
- Премія письменників Співдружності [Архівовано 8 листопада 2021 у Wayback Machine.](Карибського басейну та Канади, 2011)

## Адаптації
У 2015 році була знята екранізація режисера Ленні Абрахамсона за сценарієм Доног'ю. У фільмі зіграли Брі Ларсон, Джоан Аллен, Вільям Х. Мейсі, Шон Брідджерс та Джейкоб Трембле. Його показали у розділі «Спеціальні презентації» на Міжнародному кінофестивалі в Торонто 2015 року після прем'єри на кінофестивалі в Телурайді. Обмежений прокат фільму розпочався 16 жовтня 2015 року, а в загальнонаціональний прокат 6 листопада 2015 року компанія A24 Films. Фільм отримав одностайну оцінку критиків і отримав численні нагороди. На 88-й церемонії вручення премії «Оскар» вона отримала чотири номінації, включаючи найкращий фільм, найкращу режисуру, найкращий адаптований сценарій та перемогу в номінації «Найкраща жіноча роль» за Ларсон. Сама Доног'ю здобула нагороду за екранізацію свого роману, зокрема за найкращий адаптований сценарій на 4-й церемонії вручення премії Canadian Screen Awards і найкращий сценарист на 13-й церемонії вручення премії Irish Film & Television Awards.
Доног'ю також адаптувала свій сценарій для вистави. Прем'єра п'єси з музикою відбулася 10 травня 2017 року в Королівському театрі Стратфорд Іст і отримала переважно позитивні відгуки.